# Tarasca (criatura mitológica)

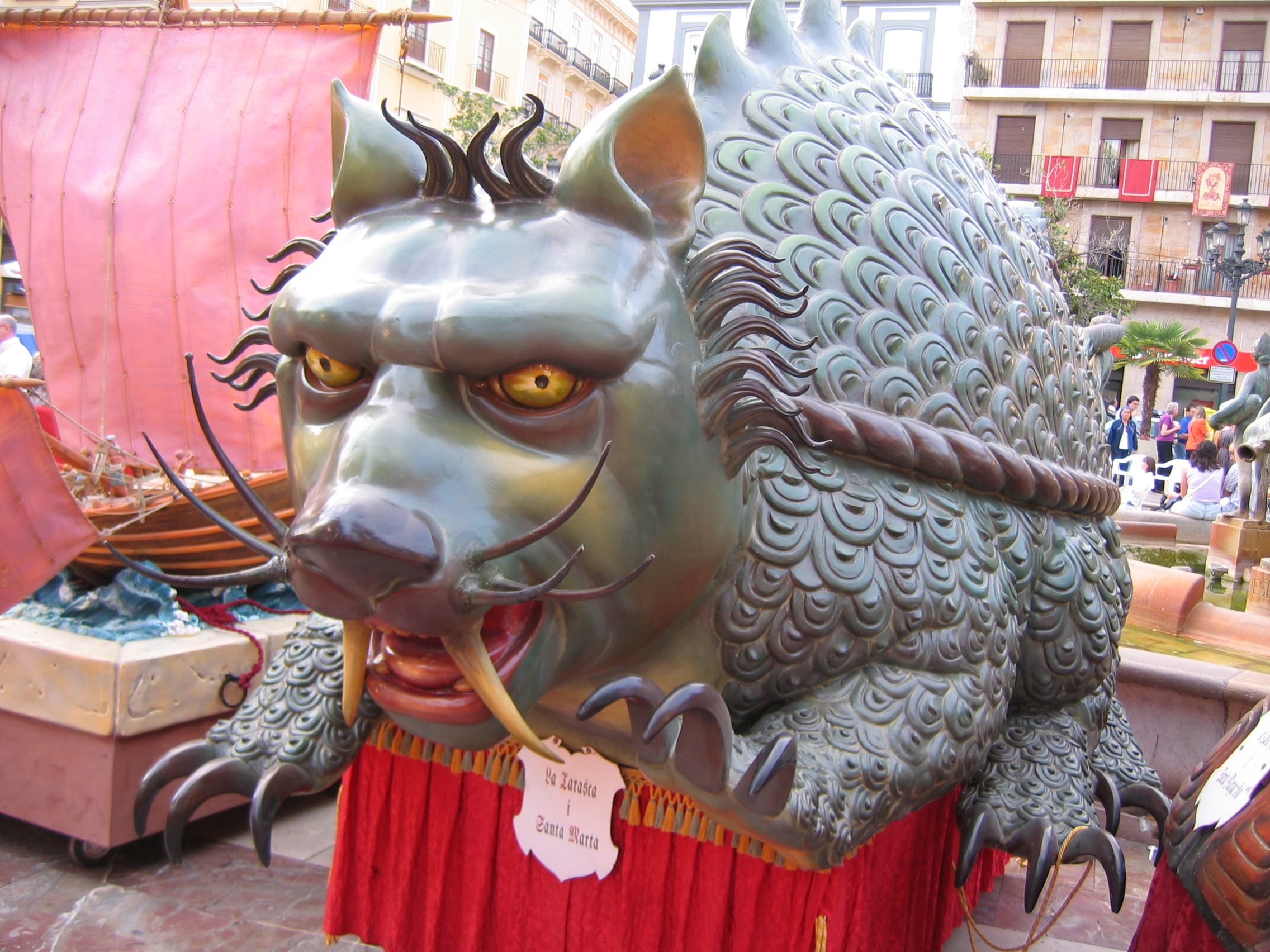
La Tarasca de Santa Marta, procesión del Corpus Christi en Valencia

La Tarasca (del francés Tarasque, y este del topónimo de la localidad de Tarascón, en la región de Provenza-Alpes-Costa Azul, Francia) es una criatura mitológica.
Desde el 25 de noviembre de 2005, las fiestas de La Tarasca en Tarascón fueron proclamados por la Unesco como parte del Patrimonio Oral e Inmaterial de la Humanidad y fueron inscritas en 2008 dentro del conjunto Gigantes y dragones procesionales de Bélgica y Francia.

## Leyenda

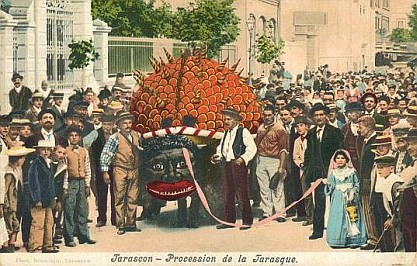
Vieja postal de la celebración de Santa Marta en Tarascón.

Según cuenta la leyenda, esta criatura habitaba en Tarascón, Provenza, y devastaba el territorio por doquier. Se describe como una especie de dragón con seis cortas patas parecidas a las de un oso, un torso similar al de un buey con un caparazón de tortuga a su espalda y una escamosa cola que terminaba en el aguijón de un escorpión. Su cabeza era descrita como la de un león con orejas de caballo y una desagradable expresión.
El Rey de Tarascón había atacado sin éxito a La Tarasca con todas sus filas y su arsenal, pero Santa Marta encantó a la bestia con sus plegarias, y volvió a la ciudad con la bestia así domada. Los habitantes aterrorizados atacaron a la criatura al caer la noche, que murió allí mismo sin ofrecer resistencia. Entonces Santa Marta predicó un sermón a la gente y convirtió a muchos de ellos al cristianismo. Arrepentidos de dar muerte al domado monstruo, los habitantes cambiaron el nombre del pueblo a Tarascón.

## Procesión

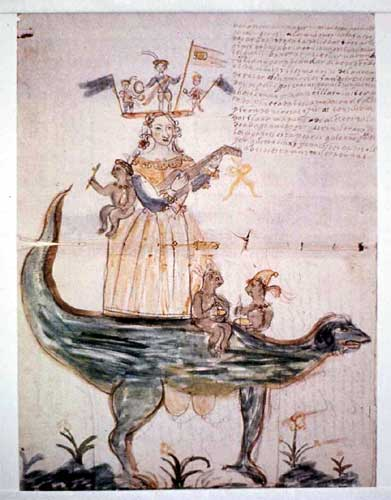
Tarasca de la Procesión del Corpus Christi en Madrid en 1663.

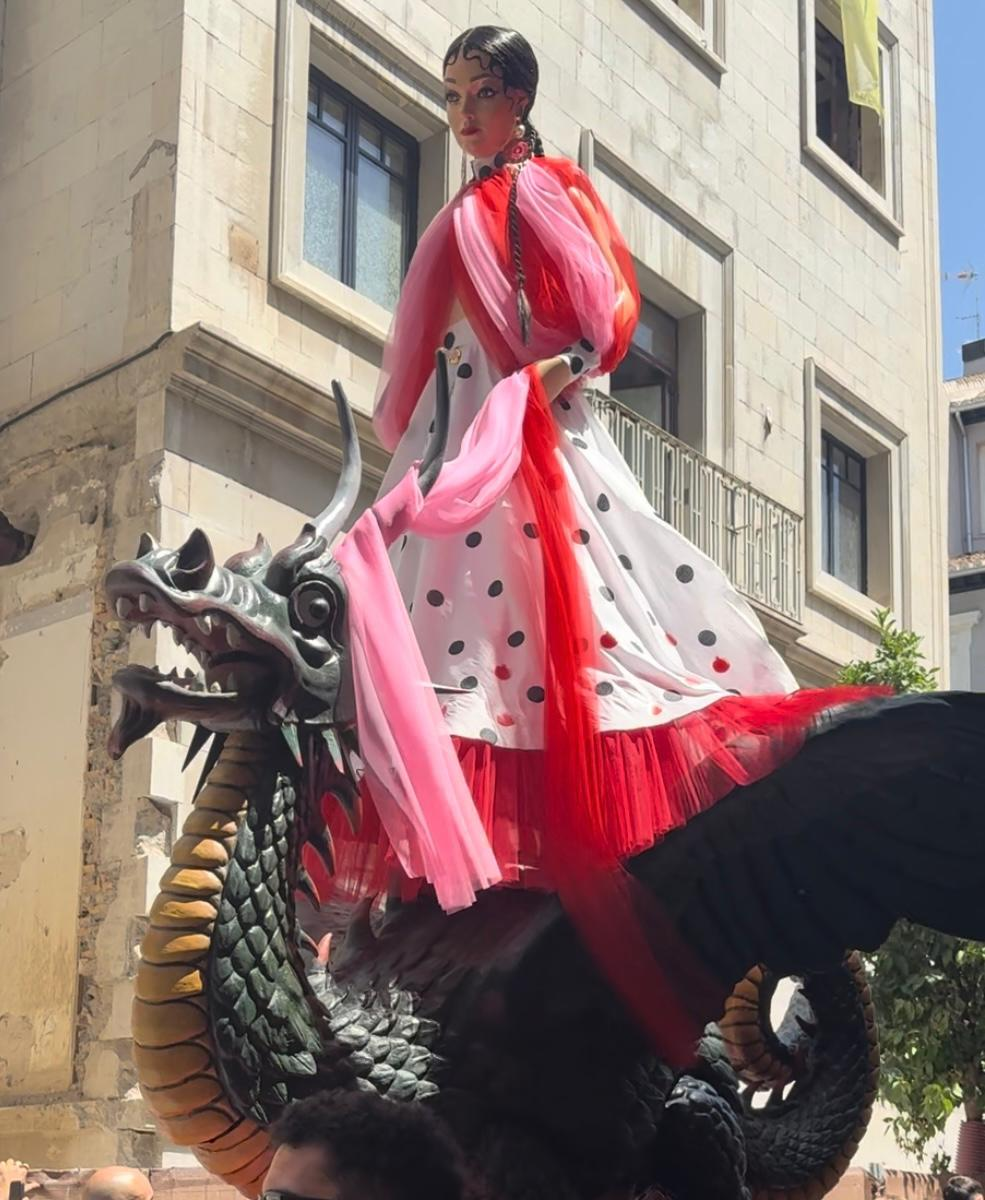
La Muñeca y el Dragón de la Tarasca de la Procesión del Corpus Christi de Granada de 2024.

La Tarasca es una figura de sierpe monstruosa que se saca en las siguientes ciudades durante la procesión del Corpus Christi:
- En Granada, sale acompañada de cabezudos y gigantes. Se trata de una procesión en la que un Dragón soporta un maniquí vestido por un diseñador de moda marcando tendencia de la ropa que se lleva ese verano. Maniquí precioso y remaquillado todos los años. [2]
- En Sevilla, según José María Blanco White, salía también acompañada de gigantes y cabezudos, con la hidra representando la herejía, hasta el año 1790, en que el rey Carlos III prohibió todo elemento profano en las fiestas del Corpus.[3]
- En Valencia, una de las figuras (llamadas "rocas") de la Procesión del Corpus Christi representa La Tarasca de Santa Marta o dragón de grandes fauces.[4]
- La tarasca ofrece numerosas variantes según las ciudades o las villas, especialmente en Cataluña donde reviste la forma del Drach en Villafranca; la Mulassa, en Reus; la Patum, en Berga, etc.
- En Galicia permanece viva en la localidad de Redondela (Pontevedra)  y Betanzos (La Coruña), bajo el nombre de Coca.
- En Toledo en la víspera de la Procesión del Corpus Christi en Toledo, se vive con gran expectación el cortejo de gigantes y cabezudos del siglo XVIII, que acompañan a la Tarasca toledana. Con cuerpo de galápago, alas de vampiro y cabeza de serpiente, abre sus fauces humeantes y expulsa agua a los niños. Sobre su cuerpo, va la “tarasquilla”, que representa a Ana Bolena. La representación de este animal mitológico, cargado de simbolismo sobre la vida, la muerte y el pecado, se recuperó en Toledo a principios de los años 80.
- En Torrejoncillo del Rey (Cuenca), la noche de San Blas cuenta la leyenda que se aparecía desde la antigua mina romana de lapis especularis, (Mora Encantada), y perseguía a niños y grandes. También un vecino montado en burro decía "dichos" de sucesos y "chascarrillos" que habían pasado durante el año.
- En Tudela sale delante de la cruz que abre la procesión católica. De esta forma "burla" la Real Cédula de Carlos III, que prohibió este tipo de manifestaciones dentro de la procesión.,[5] Acompañan a la figura unos 20 "tarasqueros" y una niña de unos 8 años, vestida de blanco y llevando a la tarasca con una cinta blanca, junto con la comparsa de gigantes "perrinche", la agrupación de banderas que las lanzan y las "bailan", y músicos todos ellos ataviados con vistosos colores que reproducen trajes del siglo XVI.
- En la celebración del Corpus en Madrid, se sacaba en procesión desde el siglo XVII.[6] Se eliminó en la época de Carlos III, por orden real.
- En Zamora procesiona junto a los gigantes y gigantillas. La tarasca actual fue realizada en 1885. El cabildo de la Catedral había renunciado ya a prorrogar la tradición de dos elementos profanos muy queridos por la sociedad: los Gigantes y Gigantillas y La Tarasca. El Ayuntamiento pretendía enmendar la situación y le encarga al maestro Ramón Álvarez una nueva recreación de la lucha de Santa Marta con el malvado dragón de la localidad francesa de Tarascón.

## Otros datos

Escudo de armas de Tarascón.

- Aparece en el escudo de armas de Tarascón.
- Una vez al año, el último domingo de junio, tiene lugar un festival para recordar a La Tarasca y a Tartarín de Tarascón, el personaje principal de la novela de Alphonse Daudet Tartarín de Tarascón.
- El nombre 'Tarasque' ha sido utilizado por el ejército francés para un tipo de ametralladora de cadena antiaérea de calibre 20mm.
- En los últimos años, se ha popularizado usar la palabra tarasca como un adjetivo calificativo peyorativo comúnmente empleado para amantes.

## Juegos
En el juego de rol Dungeons & Dragons, en inglés, se suele escribir su nombre con dos erres: Tarrasque. Aquí se describe como algo parecido a un gigantesco alosaurio con caparazón, de 70 pies de largo y 50 de alto pesando unas 130 toneladas. Aparece como la más poderosa de las criaturas que un dungeon master puede poner en el camino de sus jugadores. El dungeon master puede elegir lanzar unos dados porcentuales (d%) para decidir si la Tarasca se ha despertado o ha sido despertada por alguien, haciendo que los jugadores se la encuentren.
Según el Manual de Monstruos de la versión 3.5 de D&D solamente un Titan o un Angel Solar es más poderoso que la Tarasca.
Se debe escribir "La" Tarasca, pues si bien se describen diferentes versiones en diferentes ambientaciones del juego, en todas ellas habrá una y solo una tarasca en todo el universo de D&D.
En el combate, ataca mortalmente a sus enemigos, intentando arrancarles la cabeza, es inmune o resistente a la mayoría de los tipos de daño, armas y conjuros, e incluso vencida, se regenerará a velocidad de vértigo, incluso a partir de una sola uña, por lo que solo se la puede mantener muerta mediante un conjuro de Deseo o Milagro.
Una criatura similar puede verse en Starcraft. En este caso es la versión mejorada de un Ultralisco, que, una vez muerto, resucitará una y otra vez a menos que se acabe con el cerebrado que lo ha engendrado.
En el popular minijuego derivado de Warcraft llamado DOTA (Defense of the ancients, por sus siglas en inglés http://www.playdota.com Archivado el 31 de octubre de 2013 en Wayback Machine.) hay un ítem conocido como corazón de tarrasca (Heart of Tarrasque http://www.playdota.com/items/heart-of-tarrasque), el cual sirve para aumentar considerablemente los puntos de vida (o puntos de impacto) base y su regeneración por segundo del héroe que lo lleve.
En el juego "World Of Warcraft", también derivado del Warcraft, se ha incluido otro ítem que parece hacer referencia a lo mismo.
El objeto en cuestión se llama "Púa de tarasca", traducido del inglés "Barb of Tarasque". Este objeto se puede obtener derrotando al boss "Aullahielo" en su modo de 25 jugadores.
En el juego independiente "Maldita Castilla", creado por Locomalito, aparece como jefe intermedio de un nivel. Tiene la apariencia de una tortuga gigante con púas en su caparazón y lanza bolas explosivas por la boca.
En la serie de videojuegos de Nintendo y Game Freak Pokémon; el pokémon legendario Giratina parece estar basado en Tarasca.
En Fate/Grand Order, juego gacha japonés derivado de la franquicia Fate, la Tarasca es el Noble Phantasm de la servant de clase Rider Santa Marta. 
Tras golpearla con su cetro, la Tarasca sale despedida como un proyectil semejante a un meteoro y causa daños a todos los enemigos. Después de la actualización de sprites, el dragón lanza fuego por la boca durante el Extra Attack del personaje.
También aparece en el Noble Phantasm de la versión Ruler de Marta, siendo utilizada por ella de forma similar a la apisonadora de Dio en JoJo's Bizarre Adventure Stardust Crusaders.